# Каштомозеро
Каштомозеро — пресноводное озеро на территории Янишпольского сельского поселения Кондопожского района Республики Карелии.

## Общие сведения
Площадь озера — 4,2 км², площадь водосборного бассейна — 7660 км². Располагается на высоте 33,8 метров над уровнем моря.
Форма озера продолговатая: оно более чем на три километра вытянуто с северо-запада на юго-восток. Берега изрезанные, каменисто-песчаные, местами заболоченные.
Через озеро течёт река Суна.
Ближе к юго-восточной оконечности озера расположены два небольших безымянных острова.
Населённые пункты вблизи водоёма отсутствуют.
Код объекта в государственном водном реестре — 01040100211102000018262.